# Табернемонтана діваріката
Tabernaemontana divaricata, зазвичай називають вертушка, креповий жасмин, східноіндійська троянда та крона Нерона, є вічнозеленим чагарником або невеликим деревом, що походить із Південної Азії, Південно-Східної Азії та Китаю. У зонах, де він невитривалий, його вирощують як кімнатну/оранжерейну рослину через його привабливі квіти та листя. На зламі стебло виділяє молочний латекс, звідки й походить назва молочна квітка.

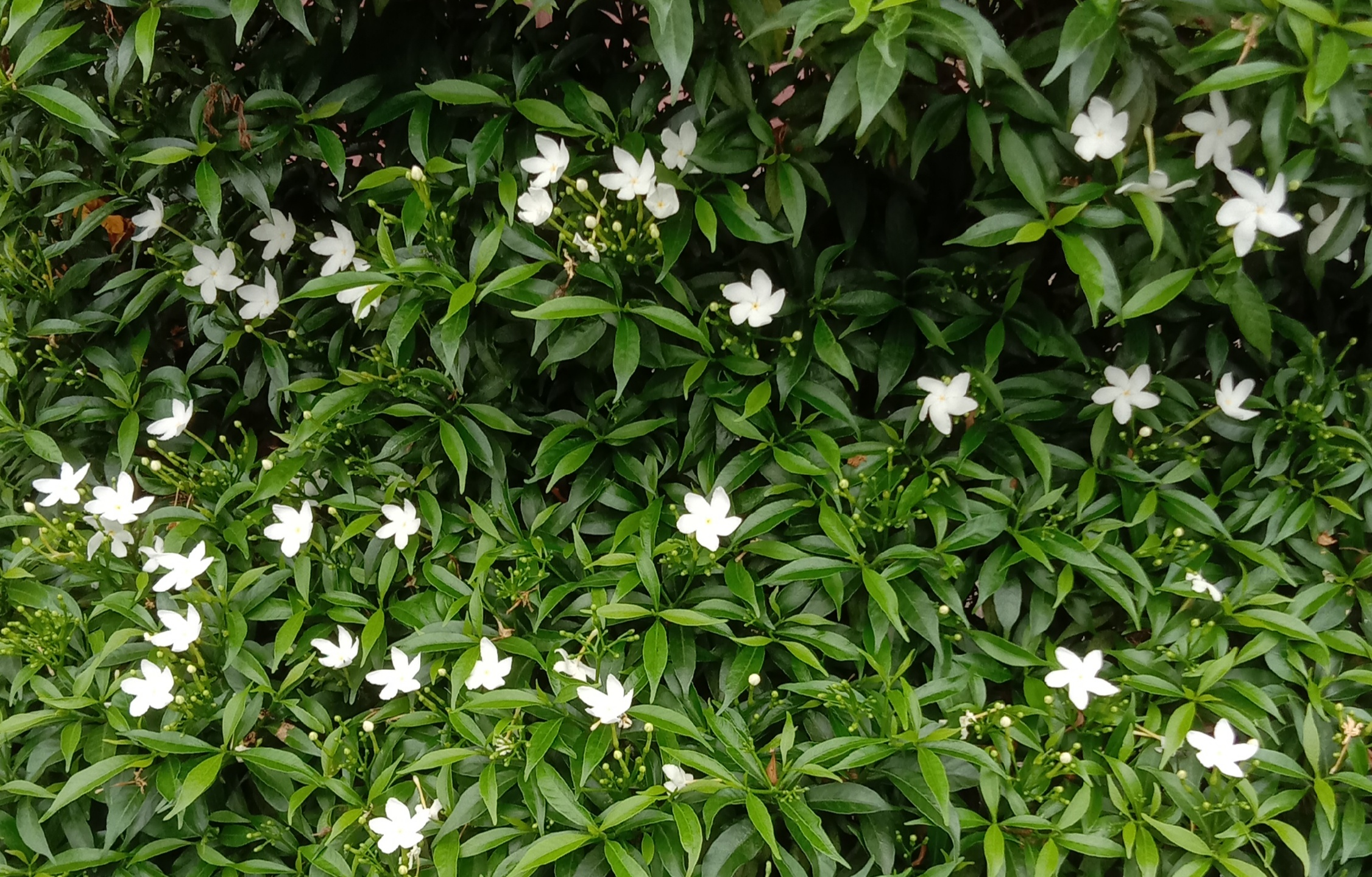
Квіти в Західній Бенгалії, Індія.

## Опис
Рослина зазвичай сягає заввишки 1,5—1,8 метра (5—6 фут) і є дихотомічно розгалуженою. Великі блискучі листя темно-зеленого кольору, близько 15 см (6 дюйм) завдовжки й 5 см (2 дюйм) завширшки. Воскові суцвіття розташовані в невеликих пучках на кінчиках стебла. (Поодинокі) квіти мають характерну форму «вертушки», яку також можна побачити в інших родів родини Apocynaceae, таких як Vinca та Nerium. Культивуються як одноквіткові, так і махрові форми, квітки обох форм білі. Рослина цвіте навесні, але квіти з'являються спорадично цілий рік. Квіти мають приємний аромат. У чагарнику міститься понад 66 алкалоїдів. Його місця проживання включають гірські чагарники та рідколісся.

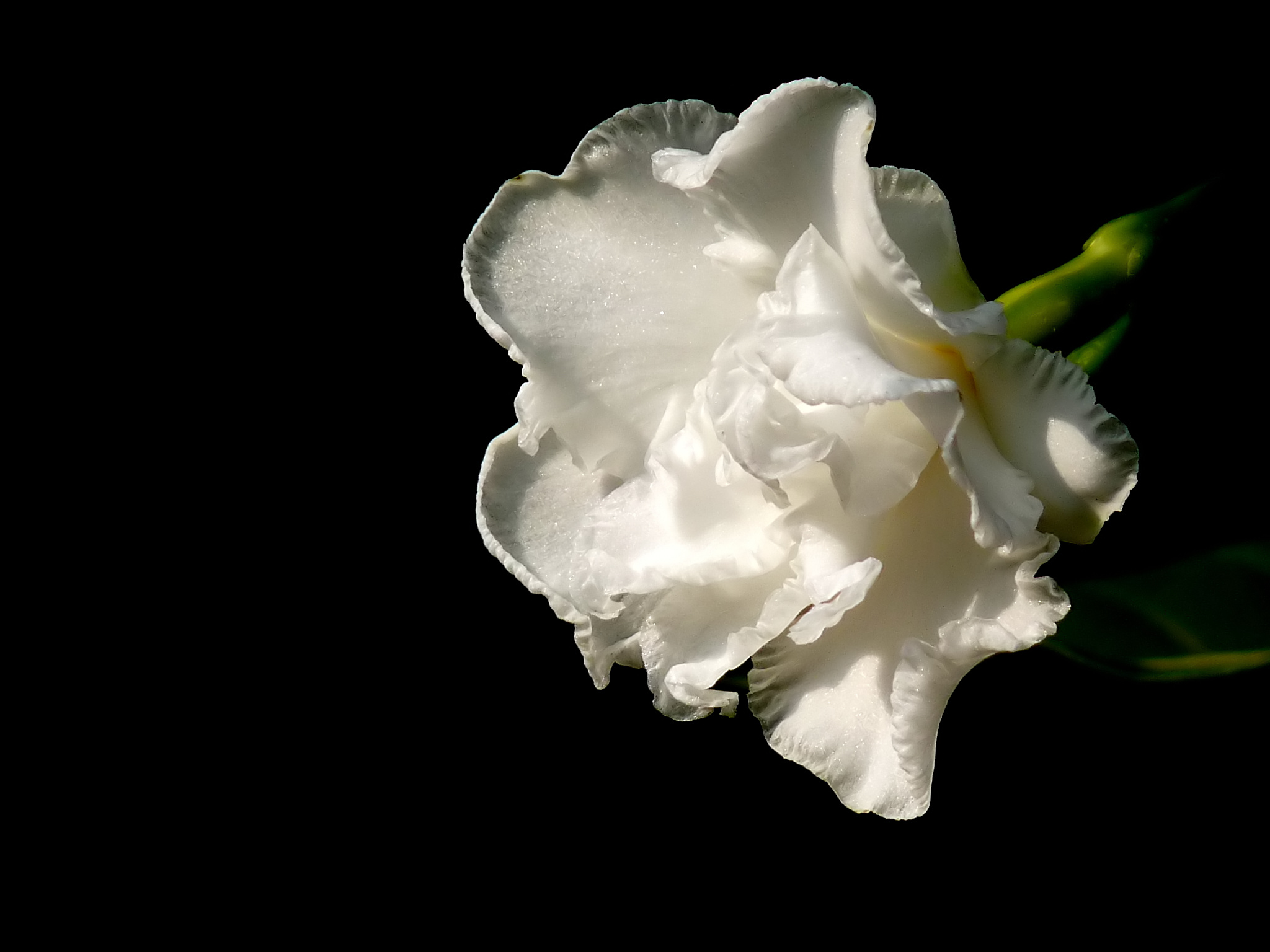
Tabernaemontana divaricata «Flore Pleno»
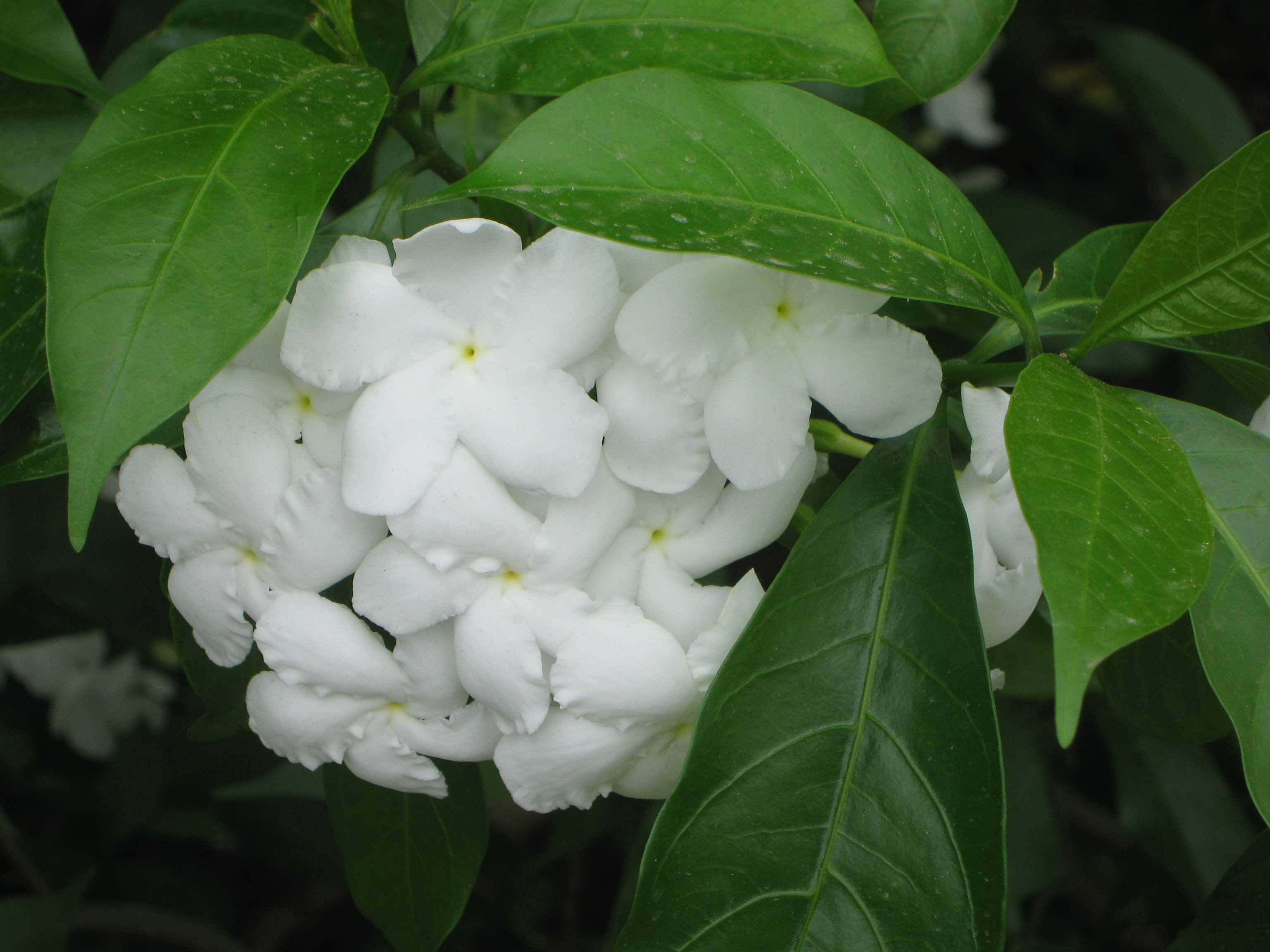
Гроно крепового жасмину
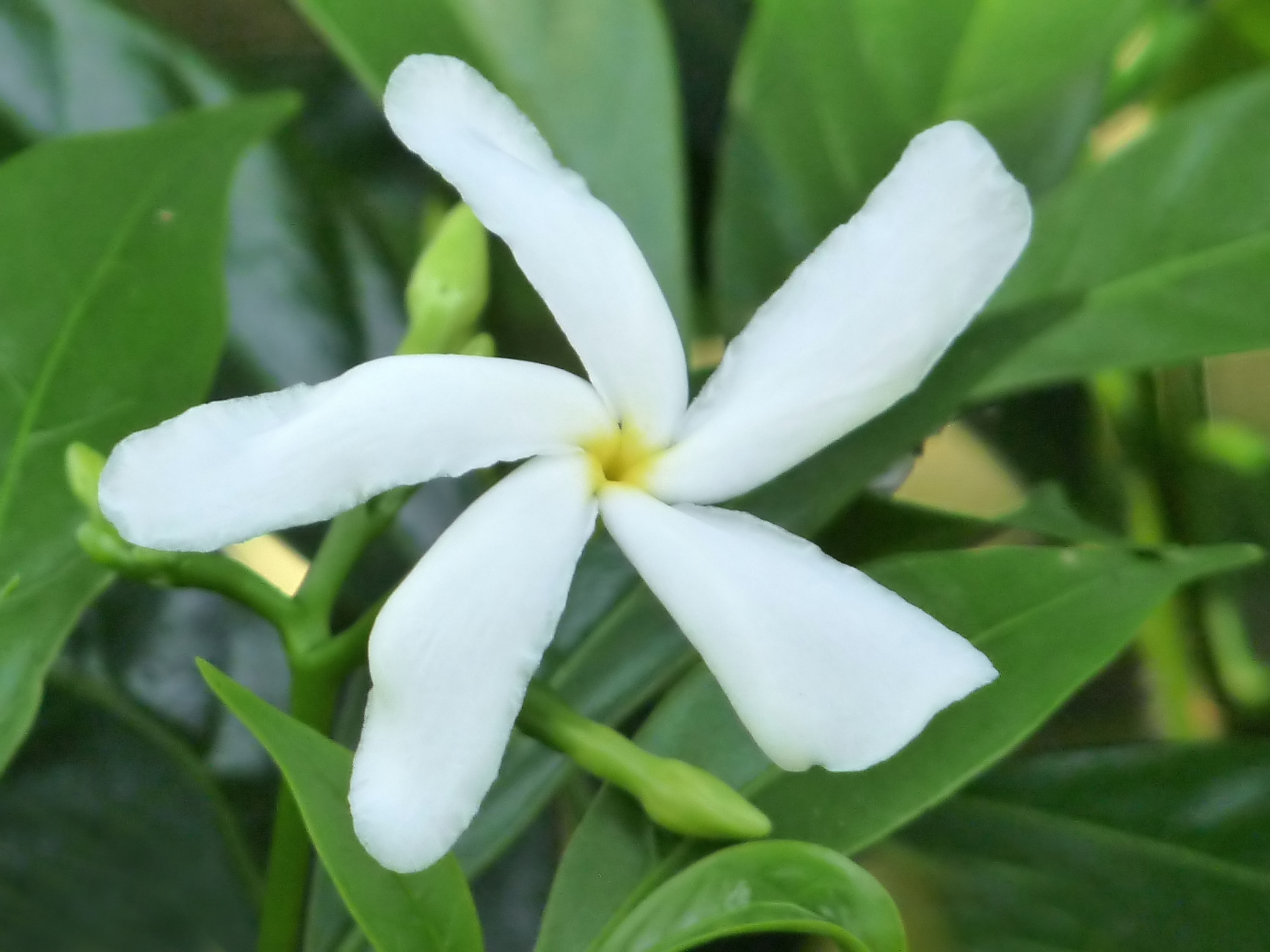
Tabernaemontana divaricata «Вертушка»
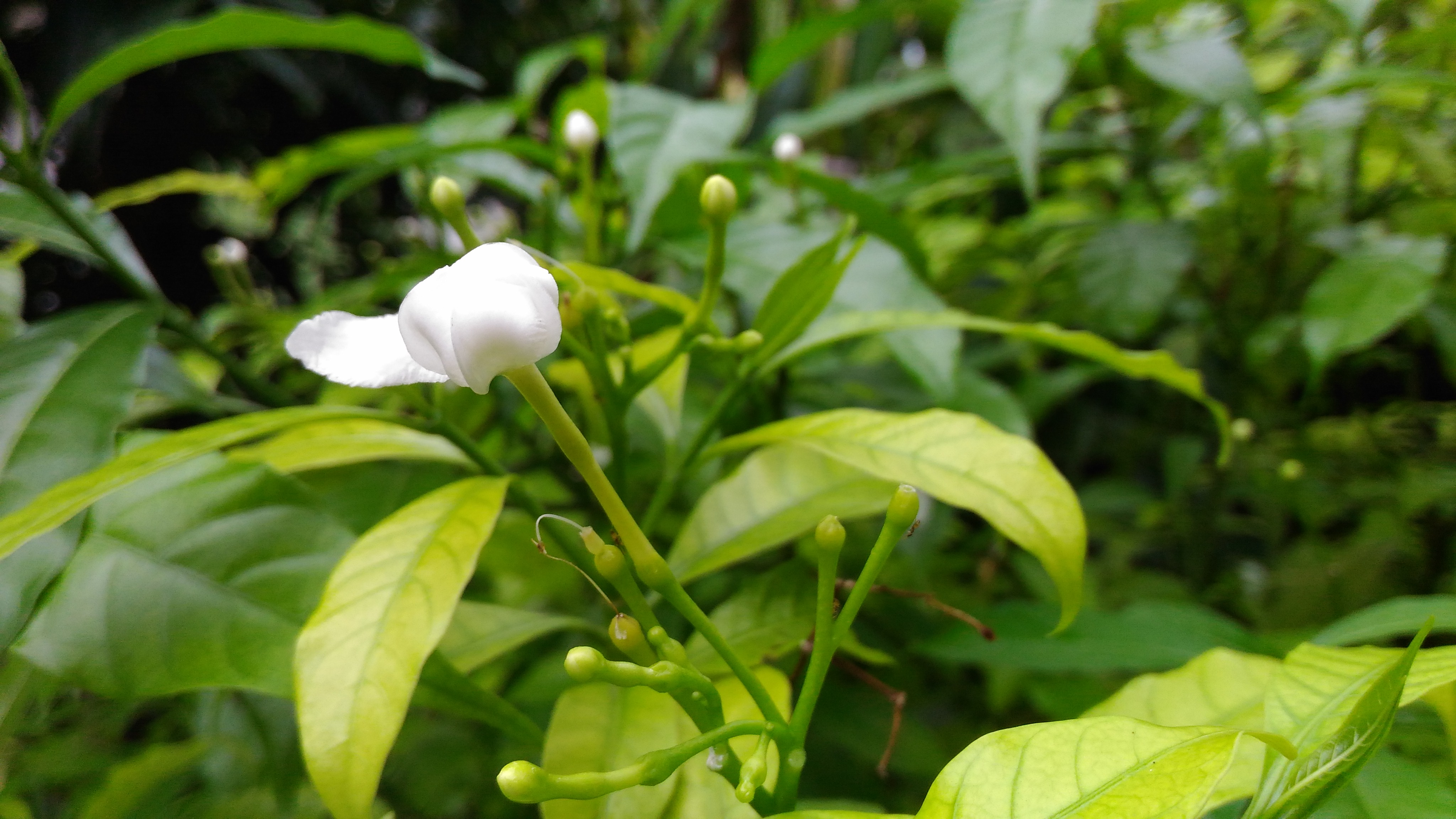
Tabernaemontana divarcata ще не зацвіла
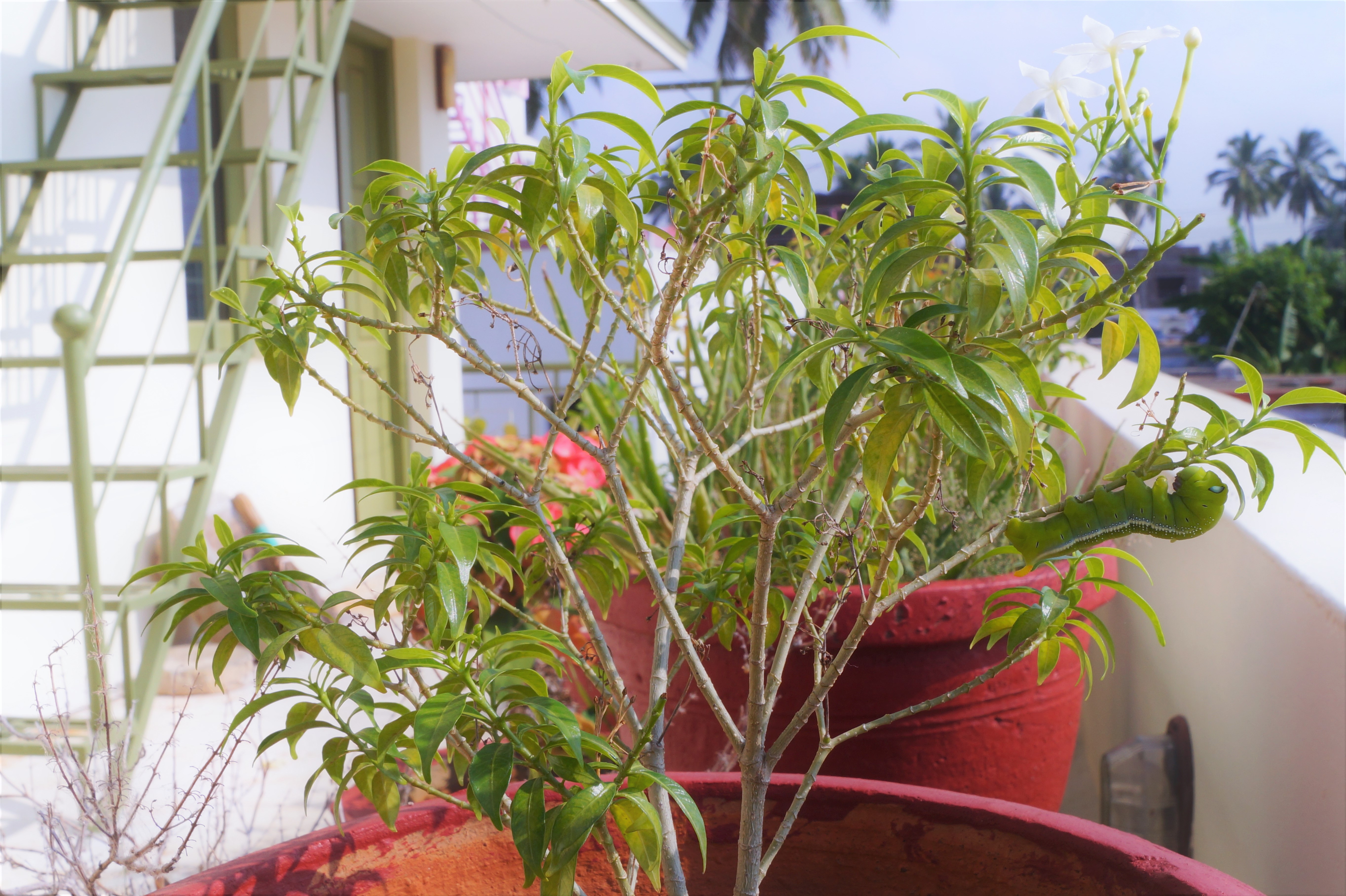
Гусениця олеандра яструбина моль харчується квітковою рослиною вертушка
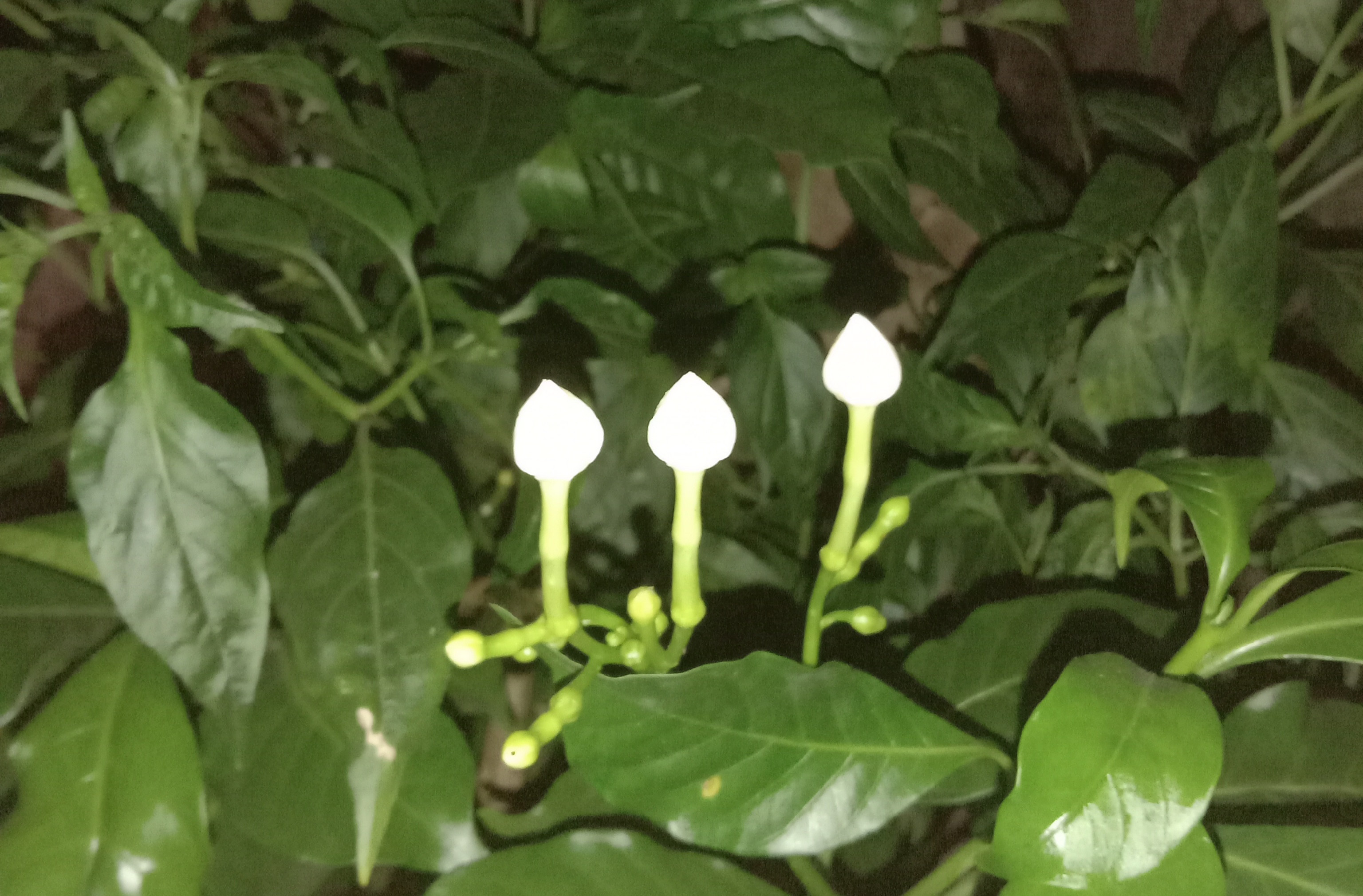
Квіткові бруньки крепового жасмину вночі

## Фітохімія
Відомо, що цей вид виробляє багато алкалоїдів, включаючи катарантин, коронаридин, дрегамін, ібогамін, таберсонін, воакангін, воакамін і воакристин. Ібогаїн може зустрічатися в багатьох видах табернемонтана.

## Дослідження
У стеблах і коренях цієї рослини наявні потужні інгібітори ацетилхолінестерази. 3'-R/S-гідроксивоакамін, виділений з екстрактів стебла, діє як неконкурентний інгібітор проти AChE зі значенням IC50 7,00±1,99 мкМ. Бісіндольний алкалоїд 19,20-дигідротабернамін і 19,20-дигідроерваханін А виявляють вищу інгібіторну активність щодо ацетилхолінестерази порівняно з галантаміном.